# 北海道十三仏霊場
北海道十三仏霊場（ほっかいどうじゅうさんぶつれいじょう）は1987年（昭和62年）開場の霊場で、番外札所を含めた17か寺の寺院からなる。
霊場のすべての札所は高野山真言宗の寺院である。

## 霊場一覧
| No.        | 札所本尊   | 寺院名                                | 住所 | 電話番号     | 守り本尊                                  |
| ---------- | ---------- | ------------------------------------- | --- | ------------ | ----------------------------------------- |
| 第1番札所  | 不動明王   | 隆光寺（りゅうこうじ）                | 札幌市中央区円山西町2丁目22-1 北緯43度02分38.0秒 東経141度17分53.2秒 / 北緯43.043889度 東経141.298111度          | 011-631-3315 | 初七日忌・酉年                            |
| 第2番札所  | 釈迦如来   | 誓願寺（せいがんじ）                  | 北海道札幌市中央区南13条西9丁目3-8 北緯43度02分31.7秒 東経141度20分46.8秒 / 北緯43.042139度 東経141.346333度     | 011-511-9435 | 二七日忌                                  |
| 第3番札所  | 文殊菩薩   | 金毘羅密寺（こんぴらみつじ）          | 札幌市西区宮の沢1条5丁目23-21 北緯43度05分44.7秒 東経141度15分50.7秒 / 北緯43.095750度 東経141.264083度          | 011-669-6666 | 三七日忌・卯年                            |
| 第4番札所  | 普賢菩薩   | 光照寺（こうしょうじ）                | 札幌市中央区円山西町2丁目22-1 隆光寺内 北緯43度02分38.0秒 東経141度17分53.2秒 / 北緯43.043889度 東経141.298111度 | 011-631-3315 | 四七日忌・辰年・巳年                      |
| 第5番札所  | 地蔵菩薩   | 金毘羅大本院 （こんぴらだいほんいん） | 小樽市松ヶ枝2丁目14-1 北緯43度10分29.7秒 東経140度59分06.1秒 / 北緯43.174917度 東経140.985028度                  | 0134-22-1471 | 五七日忌                                  |
| 第6番札所  | 弥勒菩薩   | 法蔵院（ほうぞういん）                | 小樽市長橋1丁目24-2 北緯43度12分19.4秒 東経140度58分34.0秒 / 北緯43.205389度 東経140.976111度                    | 0134-23-2393 | 六七日忌                                  |
| 第7番札所  | 薬師如来   | 阿弥陀院（あみだいん）                | 余市郡余市町入舟町43 北緯43度11分40.8秒 東経140度47分14.2秒 / 北緯43.194667度 東経140.787278度                   | 0135-22-2734 | 四十九日忌                                |
| 第8番札所  | 観音菩薩   | 金毘羅寺（こんぴらじ）                | 虻田郡倶知安町北7条西1丁目8 北緯42度54分41.3秒 東経140度45分08.5秒 / 北緯42.911472度 東経140.752361度            | 0136-22-0352 | 百か日忌・子年                            |
| 第9番札所  | 勢至菩薩   | 真言院（しんごんいん）                | 虻田郡真狩村字真狩102 北緯42度45分47.4秒 東経140度48分20.6秒 / 北緯42.763167度 東経140.805722度                  | 0136-45-2644 | 一周忌・午年                              |
| 第10番札所 | 阿弥陀如来 | 不動寺（ふどうじ）                    | 伊達市鹿島町8 北緯42度28分16.1秒 東経140度52分00.5秒 / 北緯42.471139度 東経140.866806度                          | 0142-23-3479 | 三回忌・戌年・亥年                        |
| 第11番札所 | 阿閦如来   | 観音寺（かんのんじ）                  | 白老郡白老町虎杖浜282 北緯42度27分19.6秒 東経141度12分17.6秒 / 北緯42.455444度 東経141.204889度                  | 0144-87-2044 | 七回忌                                    |
| 第12番札所 | 大日如来   | 龍照寺（りゅうしょうじ）              | 勇払郡むかわ町大原1丁目71 北緯42度35分01.1秒 東経141度55分57.7秒 / 北緯42.583639度 東経141.932694度              | 0145-42-2105 | 十三回忌・十七回忌・二十七回忌 未年・申年 |
| 第13番札所 | 虚空蔵菩薩 | 玉泉寺（ぎょくせんじ）                | 石狩郡当別町太美町1480 北緯43度11分31.9秒 東経141度26分48.6秒 / 北緯43.192194度 東経141.446833度                 | 0133-26-2828 | 三十三回忌・丑年・寅年                    |
| 番外札所   | 般若菩薩   | 千光寺（せんこうじ）                  | 登別市中央町2丁目1-3 北緯42度24分31.9秒 東経141度06分17.0秒 / 北緯42.408861度 東経141.104722度                   | 0143-85-2704 | 二十三回忌                                |
| 番外札所   | 愛染明王   | 真言密寺（しんごんみつじ）            | 江別市向ヶ丘24-10 北緯43度06分19.4秒 東経141度32分09.8秒 / 北緯43.105389度 東経141.536056度                      | 011-385-3042 | 二十五回忌・五十回忌                      |
| 番外札所   | 金剛薩埵   | 金寶寺（こんぽうじ）                  | 小樽市稲穂5丁目26-9 北緯43度12分08.2秒 東経140度59分13.0秒 / 北緯43.202278度 東経140.986944度                    | 0134-32-1919 | 三十七回忌                                |
| 番外札所   | 五秘密     | 弘隆寺（こうりゅうじ）                | 恵庭市文京町4丁目8-20 北緯42度52分52.3秒 東経141度34分00.1秒 / 北緯42.881194度 東経141.566694度                  | 0123-32-3713 | 百回忌                                    |

## 霊場事務局
第10番札所 不動寺
〒052-0024 伊達市鹿島町8
0142-23-3479